# Smögens distrikt
Smögens distrikt är ett distrikt i Sotenäs kommun och Västra Götalands län. 
Distriktet ligger i och omkring Smögen.

## Tidigare administrativ tillhörighet
Distriktet inrättades 2016 och utgörs av en del av Kungshamns socken i Sotenäs kommun.
Området motsvarar den omfattning Smögens församling hade vid årsskiftet 1999/2000 och fick 1924 efter utbrytning ur Kungshamns församling.